# Гуахира (полуостров)
Гуахира (на испански: Península de La Guajira) е полуостров в най-северната част на Южна Америка, по-голямата част разположена в Колумбия и малка част (южната) във Венецуела. Вдава се на около 100 km от югозапад на североизток в Карибско море. Ширината му варира от 55 до 90 km. Площта му е около 12 000 km². Затваря от северозапад големия Венецуелски залив. Релефът му е предимно равнинен, като на североизток се издигат отделни остатъчни масиви с височина до 853 m. Климатът и растителността са тропични, полупустинни. Местното индианско население се занимава с пасищно животновъдство. В югозападната му част се разработват находища на каменна сол. На полуостров Гуахира се намира най-северната точка на Южна Америка – нос Галинас (12°27′28″ с. ш. 71°40′04″ з. д. / 12.457778° с. ш. 71.667778° з. д.). На 17 януари 1905 г. католически мисионери основават първата католическа мисия на полуострова.